# Jerzy Toeplitz

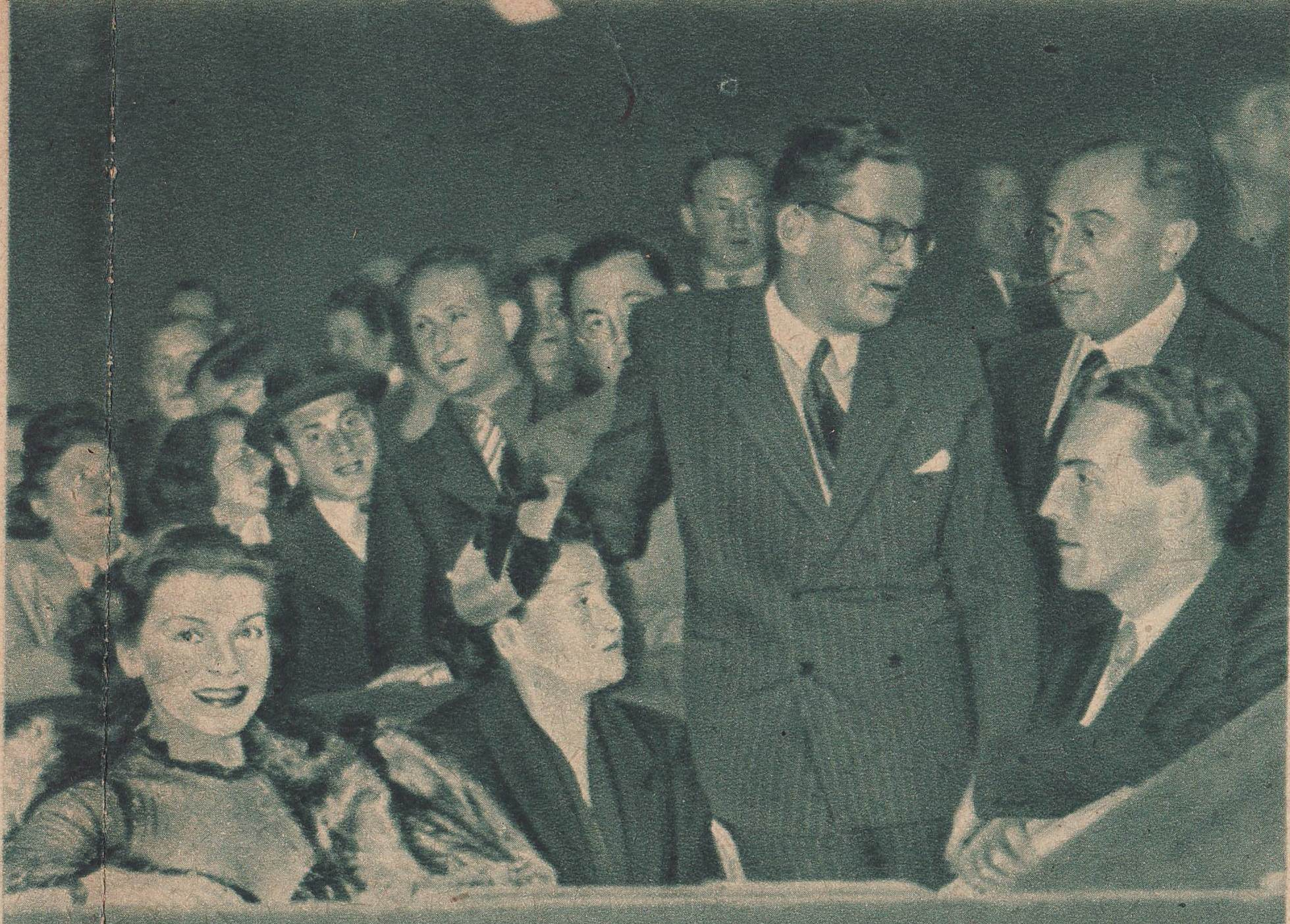
Barbara Drapińska i Jerzy Toeplitz podczas premiery filmu Ostatni etap w Paryżu

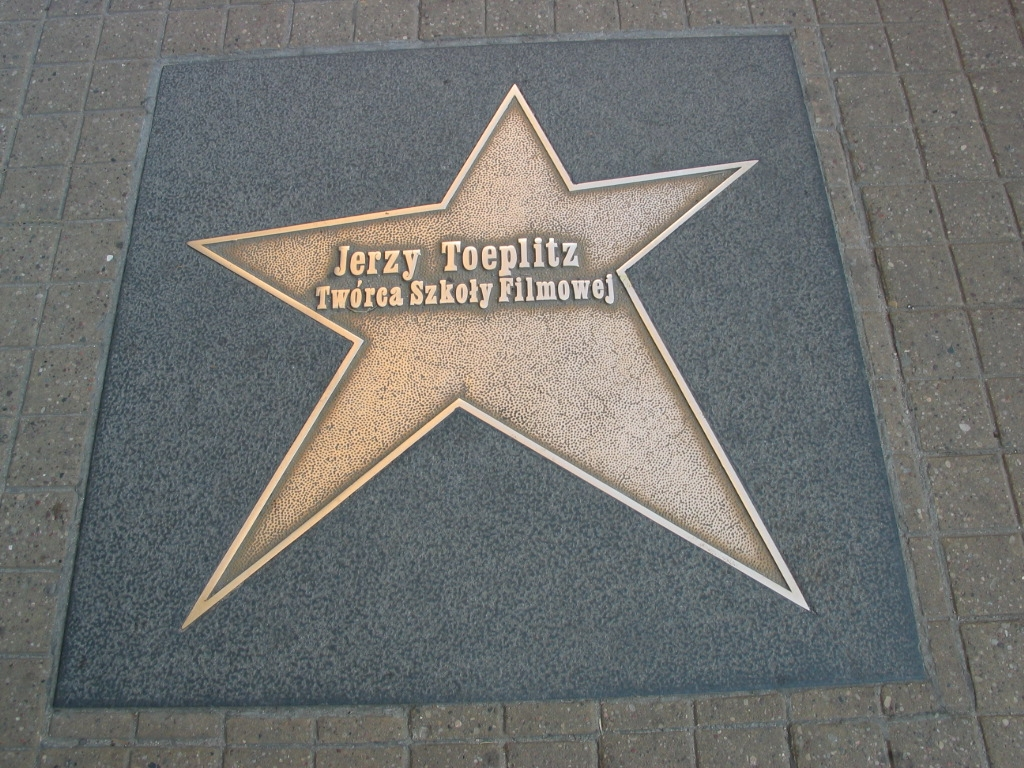
Gwiazda Toeplitza w Alei Gwiazd w Łodzi

Jerzy Bonawentura Toeplitz (ur. 11 listopada?/24 listopada 1909 w Charkowie, zm. 24 lipca 1995 w Warszawie) – polski historyk filmu, krytyk filmowy, współtwórca i w latach 1944–1952 i 1957–1968 rektor Państwowej Wyższej Szkoły Filmowej, Telewizyjnej i Teatralnej im. Leona Schillera w Łodzi, w latach 1960–1968 dyrektor Instytutu Sztuki Polskiej Akademii Nauk; redaktor naczelny „Kwartalnika Filmowego” (1951–1965) i miesięcznika „Kino” (1966–1968), autor monumentalnych monografii Historia sztuki filmowej (1955–1990) i Historia filmu polskiego (1966–1994).

## Życiorys
Należał do zasłużonego warszawskiego rodu Toeplitzów żydowskiego pochodzenia. Syn Teodora i Haliny z Odrzywolskich. Jego bratankiem był znany publicysta, medioznawca i krytyk filmowy Krzysztof Teodor Toeplitz. Ojciec Zuzanny Toeplitz.
Ukończył gimnazjum w Warszawie i wydział prawa Uniwersytetu Warszawskiego (1933). Przed wojną związany z grupą lewicujących filmowców „Start”. Zasłynął po wojnie przede wszystkim jako autor pionierskiego dzieła – sześciotomowej Historii sztuki filmowej obejmującej lata 1895–1953; kolejne tomy ukazywały się w latach 1955–1990. Po wojnie, 18 listopada 1948 przed Sądem Okręgowym w Warszawie Toeplitz występował jako biegły razem z Dobiesławem Damięckim (ówczesny przewodniczący ZASP) w trwającym procesie przeciwko polskim aktorom występującym w filmie Heimkehr.
Od 1948 należał do Polskiej Zjednoczonej Partii Robotniczej. Po wydarzeniach marcowych 1968 roku został pozbawiony stanowiska w łódzkiej uczelni filmowej. W 1970 wyjechał do Australii, gdzie współtworzył Australijską Szkołę Filmową, Telewizyjną i Radiową (Australian Film, Television and Radio School) w Sydney. Był konsultantem Interim Council for the National Film & Television Training School. W latach 1972–1973 był profesorem na La Trobe University w Melbourne, a od 1973 do 1979 – dyrektorem Australian Film, Television and Radio School w Sydney (jego imieniem nazwano bibliotekę szkoły).
Zasiadał w jury konkursu głównego na 21. (1960) i 25. MFF w Wenecji (1964), 18. MFF w Cannes (1965) oraz na 36. MFF w Berlinie (1986).
Zmarł w Warszawie, pochowany na cmentarzu Wojskowym na Powązkach (kwatera A3 tuje-2-37).

## Ordery i odznaczenia
- Krzyż Komandorski Orderu Odrodzenia Polski (1959)[4]
- Krzyż Kawalerski Orderu Odrodzenia Polski (22 lipca 1953)[8]
- Srebrny Krzyż Zasługi (22 stycznia 1946)[9]
- Medal 10-lecia Polski Ludowej (1955)
- Odznaka tytułu honorowego „Zasłużony dla Kultury Narodowej” (1986)[10]
- Honorowa Odznaka Miasta Łodzi[11]
- Medal ZAiKS-u (1993)[12]
- Odznaka Honorowa ZAiKS-u (1978)[12]

## Nagrody i wyróżnienia
- Honorowy Jantar na XVII Koszalińskich Spotkaniach Filmowych „Młodzi i Film” (1989)
- Dyplom Ministra Spraw Zagranicznych za upowszechnianie kultury polskiej za granicą (1989)
- Nagroda im. Roberta Rosselliniego na festiwalu w Cannes za wcielanie w życie idei humanizmu i postępu (1993)
- tytuł doktora honoris causa Państwowej Wyższej Szkoły Filmowej, Telewizyjnej i Teatralnej w Łodzi (3 marca 1993)

## Upamiętnienie
16 października 1998 na ulicy Piotrkowskiej w Łodzi odsłonięto gwiazdę Toeplitza w nowo powstałej Alei Gwiazd (w okolicach Hotelu Grand i kina „Polonia”).